# Ferdinand David

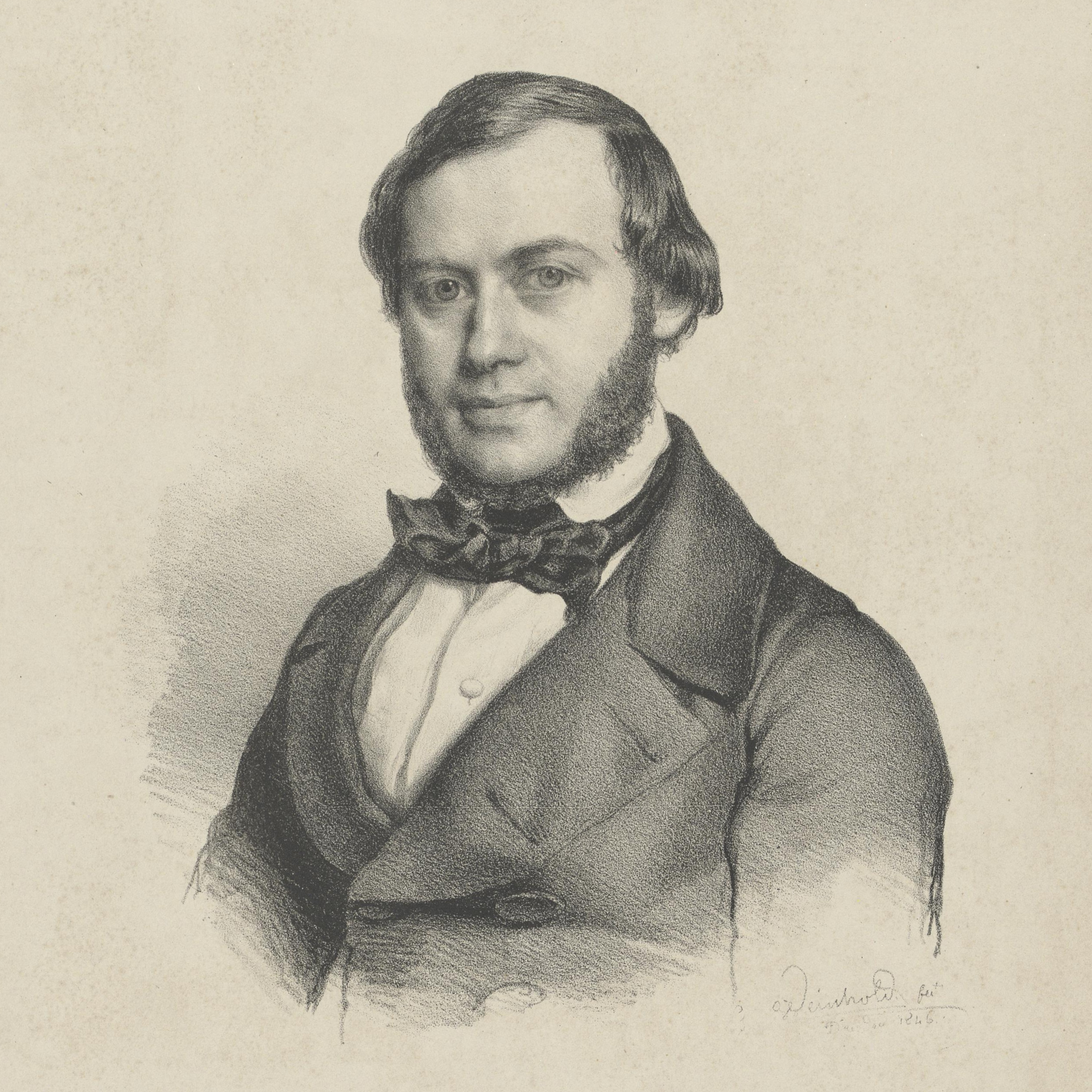
Ferdinand David

Ernst Victor Carl Ferdinand David (Hamburg, 20 januari 1810 - Klosters, 19 juli 1873) was een Duits vioolvirtuoos en componist.

## Leven
David was van 1823 tot 1824 leerling van Louis Spohr en Moritz Hauptmann. In 1826 werd hij violist aan het Königsstädtischen Theater in Berlijn. Daar leerde hij de cellist Johann Benjamin Groß kennen. Vanaf 1829 was  hij pas violist van de privé-kwartetkapel van de Lijflandse landmaarschalk en garderitmeester Carl Gotthard van Liphardt, vader van de kunstmecenas Baron Karl Eduard van Liphart in Dorpat en ondernam hij concertreizen naar Riga, Sint-Petersburg en Moskou. 
In 1836 betrok Felix Mendelssohn Bartholdy hem als concertmeester van het Gewandhausorchester in Leipzig en als primarius in het Gewandhauskwartet. Vanaf 1843 was hij ook viooldocent aan het Leipziger Conservatorium. Tot zijn leerlingen behoorden onder anderen Alexander Ritter, August Wilhelmj en voor korte tijd ook Joseph Joachim. David was nauw bevriend met Felix Mendelssohn Bartholdy, wiens familie hem in Berlijn opgenomen had en die voor hem zijn beroemde vioolconcert in e-mineur op. 64 schreef. 
In 1828 ging David van het jodendom over naar het evangelische geloof. Hij werd vrijmetselaar en in 1836 werd hij als 26-jarige in de Leipziger vrijmetselaarsloge Minerva zu den drei Palmen opgenomen. Na 37 dienstjaren in het Gewandhausorkest stierf Ferdinand David tijdens een vakantie in Zwitserland.

## Familie
In 1836 trouwde hij Sophie van Liphart (1807-1893), de dochter van zijn toenmalige dienstheer, de Lijflandse landmarschalk en garderitmeester Carl Gotthard van Liphardt, zus van Karl Eduard van Liphart in Dorpat. Uit het huwelijk kwamen vier zoons en twee dochters voort, onder anderen:
- Isabella ∞ Julius van Eckardt [1836-1908], diplomaat, medewerker van Bismarck
- Paul (1840–1932), violist, dirigent, muzikaal leider in Uppingham (Engeland)
- Helene Henriette (1842-1894) ∞ Reinhold Karl van Liphart(1839-1870)- haar neef
- Ottilie Sophie Charlotte ∞ Van Stahl
- Anna Maria Juliane (1852-1938) ∞ Prof. Dr. Phil . Hugo Carl Traut

Zijn zuster Marie-Louise David gehuwde naam Dulcken was een beroemd pianiste. Ook de jongste zuster Therese (gehuwde naam Meyer) trad vaak in het openbaar als pianiste op.

## Oeuvre
Naast vijf vioolconcerten en meerdere concertstukken voor blaasinstrumenten componeerde David ook een bekend auditiewerk, dat uit het huidige standaardrepertoire voor trombone niet is weg te denken: zijn tromboneconcert in Es majeur op. 4. Het is een muzikale dankzegging aan zijn collega Karl Traugott Qeisser, die met hem in zijn strijkkwartet speelde en niet alleen een begenadigd altviolist was, maar ook als trombonist bovenregionaal bekend was. Hij stamde af van een „blazersdynastie“, die vele soloplaatsen bezette in Leipzig, en ook in de Dresdner Hofkapelle – nu de Sächsische Staatskapelle Dresden. De première van het tromboneconcert vond plaats in het Leipziger Gewandhaus. 
Verder schreef Ferdinand David twee symfonieën, een opera (Hans Wacht, 1852), kamermuziek en een aantal Liederen. Stilistisch behoort hij tot de componisten van de romantiek.
Bijzondere betekenis hebben zijn bewerkingen van vioolwerken, waaronder die van Francesco Maria Veracini, Pietro Locatelli en Johann Gottlieb Goldberg. Ook de complete pianotrio's van Beethoven gaf hij bij C.F. Peters uit. In 1843 bewerkte David Bachs sonates en partita's voor soloviool.

### Kamermuziek
- Canon voor 3 violen (1852)

### Overzicht werken
- op. 3 Vioolconcert
- op. 4 Concertino voor trombone en orkest in Es majeur
- op. 5 Introduction et variations
- op. 6 Introduction et variations sur un thème russe in E majeur
- op. 7 Introduction, adagio et rondeau (orkestwerk)
- op. 8 Introduction et variations
- op. 9 Zes caprices
- op. 10 Vioolconcert  nr. 1
- op. 11 Introduction et variations sur un thème de Mozart in A majeur
- op. 12 Concertino voor fagot en orkest (1838)
- op. 13 Introduction et variations
- op. 14 Vioolconcert  nr. 2
- op. 15 Introduction et variations
- op. 16 Andante en scherzo capriccioso (orkestwerk)
- op. 17 Vioolconcert  nr. 3
- op. 18 Concert-variaties
- op. 19 Introduction et variations brilliantes
- op. 20 Zes caprices
- op. 21 Introduction et variations
- op. 22 Concert-polonaise
- op. 23 Vioolconcert nr. 4
- op. 24 Twaalf salonstukken (Duo)
- op. 25 Salonduet op een lied van E. Haase (Duo)
- op. 26 Zes liederen (boek I) (Lied)
- op. 27 Zes liederen (boek II) (Lied)
- op. 28 Vijf Salonstukken (Duo)
- op. 30 Bunte Reihe (Duo)
- op. 32 Strijkkwartet
- op. 34 Zeven stukken voor cello (Duo)
- op. 35 Vioolconcert  nr. 5
- op. 36 Kamerstukken (Duo)
- op. 37 Vier Marsen
- op. 38 Strijksextet
- op. 39 Etudes in majeur en mineur (nr. 6 Am Springquell)
- op. 40 Trois Impromptus en forme de valse
- op. 41 Nachklänge (Duo)
- op. 42 Feestmars
- op. 43 Suite
- op. 44 24 etudes voor beginners
- op. 45 18 etudes
- op. 46 Aus der Ferienzeit 1 (Duo)
- op. 47 Aus der Ferienzeit 2 (Duo)
- op. 48 Aus der Ferienzeit 3 (Duo)
- op. 49 Aus der Ferienzeit 4 (Duo)
- op. 50 Aus der Ferienzeit 5 (Duo)